# Donizetti Tavares de Lima
Padre Donizetti Tavares de Lima (Santa Rita de Cássia, 3 de janeiro de 1882 — Tambaú, 16 de junho de 1961), conhecido como Padre Donizetti, foi um padre católico brasileiro. Sua vida foi marcada por acontecimentos extraordinários: ficou muito conhecido na década de 1950 por graças, conversões e milagres de curas atribuídos a ele, e que o mesmo atribuía a Nossa Senhora Aparecida, de quem era muito devoto. No dia 6 de abril de 2019, o Papa Francisco reconheceu um milagre ocorrido por intercessão do padre, e, com essa decisão, o sacerdote pôde ser beatificado. A cerimônia de beatificação ocorreu em Tambaú, no dia 23 de novembro de 2019, e foi presidida pelo cardeal Angelo Becciu, que representou o Papa.

## História
Padre Donizetti nasceu no atual município de Cássia, no dia 3 de janeiro de 1882, filho de Tristão Tavares de Lima e Francisca Cândida Tavares de Lima. Teve oito irmãos, todos com nomes em homenagem a músicos, e "Donizetti" foi o nome escolhido em homenagem ao músico italiano Gaetano Donizetti. Aos quatro anos, Donizetti e sua família se mudaram para Franca, no interior de São Paulo, onde cursou o primário e começou a aprender música.

### Vida sacerdotal
Donizetti pediu ao seu pai para ingressar no seminário; porém sua família estava em condição financeira muito precária na época, e, portanto, seu pai decidiu que antes ele devia ajudá-los a se estabelecerem financeiramente, o que ele fez. Sua família não enriqueceu mas se estabilizou e aos 18 anos voltou a fazer o mesmo pedido e com o consentimento do pai, entrou para o seminário, recebendo a imagem de Nossa Senhora Aparecida com manto de seda branco como presente de sua mãe.
Aos 18 anos, foi para o seminário. No dia 12 de julho de 1908 foi ordenado sacerdote em Pouso Alegre, Minas Gerais. No dia da ordenação, pediu ao bispo para fazer um voto de pobreza. Devido a isso, sempre dormia no chão, quando não em ripas de madeiras com livros ou vasos redondos de louça como travesseiros. Depois de algum tempo deram-lhe uma cama de hospital com colchão de palha. Sua batina era doada e já usada.
Logo após a ordenação, realizou seu trabalho pastoral na Paróquia São Caetano, ainda em Pouso Alegre. Mais tarde foi para a Diocese de Campinas, sendo vigário da Paróquia Santa Mãe de Deus, em Jaguariúna. Em 1909, foi nomeado pároco de Sant'Ana, em Vargem Grande do Sul, pertencente à então Diocese de Ribeirão Preto. De 20 de abril até 9 de agosto de 1909 foi também o Administrador da Paróquia Senhor Bom Jesus de Aguaí. Acabou destacando-se pelo trabalho pastoral intenso, trabalhando o evangelho com ênfase na questão social, como na defesa dos pobres e dos trabalhadores vítimas da exploração. Por essa razão, recebeu uma injusta e falsa acusação de ser simpatizante do comunismo. Outra característica de seu trabalho foi o de ensinar a doutrina católica fora do sincretismo religioso, que era comum em sua comunidade. Donizetti, que também era advogado, ajudava os trabalhadores que precisavam de auxilio, pois naquela época os ricos empresários e políticos abusavam de seus funcionários, não pagando o que era de direito. Então Padre Donizetti, dizia-lhes o que deviam fazer, provocando uma revolta de ricos e políticos, que tentaram matá-lo por 2 vezes.

### Chegada a Tambaú
Por questões de segurança, ele foi transferido pelo bispo, sendo que no dia 24 de maio de 1926 foi nomeado pároco na Paróquia de Santo Antônio da cidade de Tambaú, no Estado de São Paulo. Chegou à cidade no dia 12 de junho, e sua posse ocorreu no dia seguinte, na missa das 11 horas de um domingo, no dia do padroeiro da cidade. Seu primeiro ato na cidade foi o de ir à igreja São José, onde se ajoelhou e rezou diante do altar. Ao perceber que os primeiros bancos da Igreja eram reservados aos políticos e ricos, retirou todas as demarcações, e disse:
| “ | Aqui dentro da Igreja, somos todos iguais. Não existe rico ou pobre, poderoso ou humilde. | ” |
|   | — Padre Donizetti.                                                                        |   |

Fundou em Tambaú diversas entidades, como o asilo São Vicente de Paulo, a Associação de Proteção à Maternidade e Infância de Tambaú, além da Congregação Mariana, a Irmandade das Filhas de Maria e o Círculo Operário Tambauense. Conta-se que no bolso de sua batina sempre havia balas e santinhos que distribuía às crianças que encontrava na rua. As crianças também passavam em sua casa antes de ir à escola para pedir a bênção. Toda semana, Padre Donizetti, fazia um pequena procissão com as crianças e seus coroinhas até o asilo, sempre fazendo a oração do terço. À época da administração do prefeito José Gatto em Tambaú, conversou com o governador, a pedido do padre, para a construção de uma escola que hoje leva o seu nome. Também lutou para fundar o asilo São Vicente de Paulo na cidade.
Os políticos que antes da chegada de Donizetti, se sentavam nos primeiros bancos da igreja, passaram a sentar-se nos últimos, pois na hora da homilia eles saíam da igreja porque o padre falava de problemas da cidade, e pedia aos vereadores e prefeitos para resolvê-los. Os vereadores e prefeito, por sua vez, pediam auxílio e sugestões ao padre, principalmente em questões trabalhistas. O povo pedia para o padre tornar-se o prefeito de Tambaú, porém ele sempre dizia: "Meu compromisso é com os pobres e com a Igreja, hoje e sempre".
Também diz-se que certa vez, no dia de Santo Antônio, padroeiro da cidade, em meio a procissão, Padre Donizetti percebe que o delegado da cidade estava fumando, foi quando ele saiu da procissão para chamar a atenção do delegado, o qual no outro dia foi reclamar com o bispo a respeito dessa atitude do padre, dizendo que o padre não mandava em nada e não tinha autoridade sobre ele, o bispo porém disse que o superior do delegado já estava sabendo e quem iria embora da cidade era ele.
Com o tempo, a fama do Padre Donizetti começou a se espalhar até mesmo no exterior, e era grande o número de pessoas em busca das curas, através de sua intercessão, que enviavam cartas da Espanha, Portugal, Uruguai, Estados Unidos, Itália, Iugoslávia, dentre outros. Sua bênção tornou-se muito procurada e era tradicionalmente dada da janela de sua casa, vista a quantidade imensa de pessoas que ficavam lá em frente, aguardando-a.
O jornalista Joelmir Beting, morto em 2012, conheceu pessoalmente o Padre Donizetti. Seu filho, Mauro Beting, afirmou em entrevista que “que deve a própria vida” ao beato Donizetti. "Foi ele quem orientou meu pai [Joelmir Beting] para se mudar para a capital, onde ele estudou e começou a trabalhar como jornalista". Mauro acrescentou outro caso, agora milagroso, atribuído ao Padre Donizetti. "Minha avó teria que amputar os pés. Porém, ela rezou para [padre Donizetti] e não precisou mais", relatou. O pai de Mauro também atribuía um milagre ao beato. Após um acidente no Rio Pardo, Joelmir ficou gago e, depois de tomar um caldo de quiabo da casa do padre, o problema foi curado.

#### Procissão a Nossa Senhora Aparecida
Ao chegar em Tambaú, solicitou uma réplica da imagem de Aparecida retirada do Rio Paraíba pelos pescadores. Ao chegar a imagem pela linha férrea, chovia muito na cidade, mesmo assim o padre autorizou a saída de uma procissão. Os relatos é que durante o trajeto da estação ferroviária até a igreja Matriz Santo Antônio, a chuva ia abrindo "alas" para a passagem da procissão, sendo que nem a imagem, nem as pessoas se molharam.

#### Incêndio na Igreja Matriz
No dia 11 de outubro de 1929, Padre Donizetti acabava de celebrar a Santa Missa na Igreja de São José, quando o avisaram que a Igreja Matriz de Santo Antônio estava pegando fogo por causa de um curto circuito. Padre Donizetti foi imediatamente para lá acompanhado de seu coroinha. Chegando lá, segundo jornais da época, alguns homens teriam retirado a imagem de Nossa Senhora, bem como a do padroeiro Santo Antônio, salvando-as do incêndio. De acordo com relatos em vários livros e testemunhos, o tambauense responsável pela retirada da imagem - e que não sofreu nenhuma queimadura no incêndio, foi Angelo Latari. 
A população encarou o fato como um milagre de Nossa Senhora. Com esse acontecimento, ele decidiu construir uma igreja para guardar a milagrosa imagem. Foi ao bispo pedir permissão, diversas vezes, após conseguir o terreno, o material, e pessoal para a construção, que foi negada pelo bispo. Em obediência o padre não iniciou a obra.

### A última bênção
A última bênção do Padre Donizetti foi dada no dia 30 de maio de 1955, e é um dos ocorridos mais conhecidos de sua vida, e ainda hoje a data é celebrada na cidade onde residia, Tambaú. Na década de 50, mais de 20 mil pessoas chegavam ao município todos os dias em busca de bênçãos. Na época, a cidade tinha cerca de 7 mil habitantes e não comportava receber tantos peregrinos. Havia o risco de propagação de epidemias, e a cidade tinha infraestrutura insuficiente em questões de água, alimento e pouso. Há relatos em que chegaram a juntar-se em Tambaú 200 mil pessoas esperando a famosa bênção, constituindo uma verdadeira calamidade pública. Os peregrinos subiam em árvores e nos telhados das casas que circundam a praça da igreja, e choravam emocionados. Milhares de velas foram acesas, segundo o arquivo da Folha de S.Paulo dessa data. À época, afirmou que a decisão de findar as bênçãos era por "motivos elevados", o que levou a especulações sobre ser ordem do bispo da época. Ele afirmou:
| “ | Hoje é o ultimo dia. O ultimo dia para todos, indistintamente, desde o rico ao pobre; o ultimo dia para os humildes e para os poderosos. Nem o homem mais poderoso do mundo quebrará esta minha decisão. Entretanto, recolhendo-me à solidão da cela, não deixarei de dar a benção todos os dias, às 9 e às 20 horas a quem quer que dela necessite, em qualquer parte do mundo. Bastará que nessas horas, a pessoa que deseje a bênção pense em mim. Será esta a continuação - embora sem testemunhas - da obra que venho realizando. De amanhã em diante não receberei mais ninguém, quer seja para bênçãos especiais, quer para bençãos coletivas. | ” |
|   | — Padre Donizetti. |   |

No dia, esquadrilhas de aviões da base aérea de Cumbica e de Santos sobrevoaram a cidade, realizando acrobacias em homenagem ao Padre Donizetti.
A bênção das 12 horas sofreu um atraso de quase duas horas, após circular na cidade de que o governador Jânio Quadros estaria a caminho de Tambaú, a fim de receber, ele também, a milagrosa bênção. Por fim, desmentido o boato, o padre se dirigiu à multidão que se comprimia na praça, em frente à casa paroquial. O radialista Pedro Geraldo Costa, da Rádio Nacional, anunciou que havia organizado uma "chuva de rosas" em homenagem ao Padre, feita por aviões. Após a bênção, um avião da linha de transportes aéreos cruzou sobre a praça, deixando na sua trajetória um rastro de pétalas de rosas.
Durante todo o dia os peregrinos comentavam casos de curas miraculosas e atribuíam ao padre Donizetti feitos verdadeiramente excepcionais. Um desses casos, foi confirmado pelo próprio padre, que foi o de uma criança que havia falecido em Ribeirão Preto e que já se encontrava no caixão, quando ressuscitou, na mesma ocasião em que o padre dava a bênção das 14 horas. O repórter da Folha na época fotografou a mortalha que teria envolvido o corpo da menina, porém não foram colhidos maiores detalhes, nem mesmo os nomes dos pais da criança. Falando sobre o caso à multidão, afirmou o sacerdote: "Isso não me surpreende, pois há algum tempo ressuscitei um morto, mas tive o cuidado de pedir aos parentes que o conservassem em casa durante três dias como se estivesse doente, para não assustar a população." Um dos fâmulos do cardeal Mota afirmou que vira uma criança de seis meses falar desembaraçadamente depois de ter sido tocada pelo padre Donizetti.

## Milagres registrados

### Bilocação
Houve um fato que impressionou muito o povo tambauense: a bilocação, que é estar em dois lugares ao mesmo tempo. Enquanto celebrava a missa, padre Donizetti marcava presença em um leilão do outro lado da cidade.

### O vendedor de vinho
Em 1954, o vendedor ambulante de vinho, Gervásio Rota, que sofria de um grave problema nos joelhos que quase o impossibilitava de andar, foi pedir a bênção ao padre, que ao fazer o sinal da cruz, sentiu a dor parar imediatamente. Esse foi o primeiro milagre do Padre Donizetti a se tornar amplamente conhecido, e foi o pontapé inicial de sua fama de milagreiro.

### O milagre da corrente
Uma mulher que vivia acorrentada pelos pais, por ser considerada louca, chegou à cidade gritando de dor e fúria mas ao chegar perto do Padre Donizetti, recebeu sua bênção, então ele pediu aos pais para que tirem a corrente. Receosos eles a tiram e ao fazê-lo, sua filha se acalma e para de gritar. Ficou totalmente curada. Esse ficou conhecido como o "milagre da corrente".

### Milagre do Braguinha
José Alexandre Braga, mais conhecido como Braguinha, nasceu em 22 de abril de 1950, em Guaranésia (Minas Gerais). Aos cinco anos de idade usava uma bota ortopédica, pois era portador de um processo agudo no quadril em uma de suas pernas. À época mesmo os melhores médicos disseram à família que não havia cura.
Um dia Braguinha disse à mãe, que em Tambaú havia um padre que ia fazê-lo andar, porém sua mãe desconhecia a cidade e o padre milagreiro. Na manhã seguinte, quebrou em frente a sua casa, um caminhão pau de arara de romeiros que estavam se dirigindo para Tambaú. Os ocupantes do veículo pararam para pedir ajuda, e, ao ver o menino, conversaram com os pais, que concordaram e assim dirigiram-se a Tambaú. O Pe. Donizetti simplesmente deu a bênção pública como de costume para todos e se aproximou do menino Braguinha que pediu para sua mãe que tirasse as botas ortopédicas, e ao tirar Braguinha começou a andar normalmente. Foi-lhe dada uma bola de futebol com a qual começou a brincar, até que se tornou jogador de futebol profissional.
Atualmente Braguinha vive no município de Guaxupé.

### O milagre da velha milionária
Este é provavelmente o milagre mais famoso, e até acabou se tornando música: o milagre da velha milionária, ou "milagre de Tambaú", como ficou conhecido. Uma senhora rica que tinha que usar muleta foi até ao padre e após receber a bênção ficou curada. Como gratidão, quis entregar ao padre um bracelete de ouro e diamantes, o qual Padre Donizetti não aceitou, e recomendou-lhe que o oferecesse à primeira pessoa que encontrasse no caminho. A primeira pessoa que encontrou foi uma mendiga negra e muito pobre e, por isso, em vez de dar o bracelete deu 5 réis. Porém, mais à frente voltou a ficar paralítica. Dizem que essa mulher negra era Nossa Senhora Aparecida.

### A levitação
No ano de 1958, na semana Santa, padre Donizetti celebrava a missa na praça da Igreja Santo Antônio, e em sua homilia, dizendo que Cristo iria ressuscitar e depois de dias subir aos céus, sem perceber, estava ele levitando, ficando a meio metro do chão.

## Morte
Padre Donizetti morreu no dia 16 de junho de 1961, às 11h15 aos 79 anos, sentado na sua cadeira. Milhares de romeiros, peregrinos, paroquianos, foram ao seu enterro. A causa de sua morte foi a insuficiência cardíaca.

## Processo de beatificação
A abertura do processo de beatificação foi solicitada através da Câmara Municipal de Tambaú juntamente à Diocese de São João da Boa Vista em maio de 1991, sendo oficialmente aberto no dia 21 de fevereiro de 1992.

### Servo de Deus
Em 2 de dezembro de 1996 a Congregação para as Causas dos Santos, no Vaticano, deu ao Pe. Donizetti o título de Servo de Deus, e em 1997 a Diocese de São João da Boa Vista constituiu o primeiro tribunal para trabalhar na beatificação.
No dia 8 de maio de 2009, os restos mortais do Padre Donizetti foram exumados, significando o fim de 17 anos de pesquisa da primeira etapa do processo de beatificação e o encerramento da fase diocesana. Em 16 de maio de 2009 foi realizado um cortejo que percorreu as ruas de Tambaú até a Praça Padre Donizetti. Dom David Dias Pimentel, então bispo da Diocese de São João da Boa Vista, celebrou uma Missa na esplanada do Santuário Nossa Senhora Aparecida para milhares de fiéis de Tambaú e de outros lugares, e contando com a presença de grande número de sacerdotes, diáconos, religiosos e diversas autoridades civis brasileiras.
Os restos mortais do Padre Donizetti, que estavam numa urna de acrílico, ficaram expostos e uma fila quilométrica de pessoas se formou para veneração. Após, os restos mortais do Padre Donizetti foram sepultados no mausoléu erguido no Santuário Nossa Senhora Aparecida onde permaneceram até sua beatificação, quando foram transferidos para uma capela em sua honra.

### Venerável
No dia 10 de outubro de 2017 a Congregação para as Causas dos Santos, através dos cardeais, bispos e teólogos do Vaticano, declarou Padre Donizetti como venerável, sendo assim, reconheceu que o Servo de Deus Padre Donizetti viveu em grau heroico as virtudes da fé cristã, uma etapa de fundamental importância no processo de beatificação.
O título foi concedido após cautelosa análise da Igreja que uma vez convencida de que o Servo de Deus Padre Donizetti tenha vivido de forma heroica as virtudes teologais da fé, esperança e caridade, bem como as virtudes cardeais da prudência, fortaleza, temperança e justiça, vividas de forma extraordinária, perante Deus e o próximo, conferiu-lhe o título de Venerável, também ficou comprovado que Padre Donizetti viveu virtuosamente os votos evangélicos da pobreza, obediência, castidade e humildade.

### Beato
Dez anos após a abertura do pedido de beatificação do padre, em 2009, no dia 6 de abril de 2019, em audiência com o prefeito da Congregação das Causas dos Santos, cardeal Giovanni Angelo Becciu, o Papa Francisco reconheceu um milagre por intercessão do Padre Donizetti. A beatificação está marcada para o dia 23 de novembro de 2019, no Santuário de Nossa Senhora Aparecida de Tambaú.
O milagre aprovado foi a cura milagrosa do caso de pé torto congênito do menino Bruno Henrique Arruda de Oliveira, após um pedido de sua mãe, Margarete Rosilene Arruda de Oliveira. O menino nasceu em 22 de maio de 2006, em Casa Branca, município vizinho de Tambaú. A mãe percebeu que quando a criança começou a ficar em pé, ele não conseguia encostar as plantas dos pés no chão, e pisava com as laterais dos pés, além de as pernas arqueadas. Após fazer uma radiografia, o pediatra encaminhou Bruno ao ortopedista.
A mãe afirma que em uma noite colocou o filho em pé sobre uma mesa e tentou "desentortar" os pezinhos dele com suas mãos, sem sucesso. Então, começou a chorar e clamou a intercessão do Padre Donizetti: "Por favor, Santo Padre Donizetti, tenha piedade desta vossa filha que vos clama, me ajude: cure o meu filho, cura os pés dele... Sei que terei um caminho difícil pela frente com esse tratamento... Intercede por mim junto a Nossa Senhora Aparecida, sei que Ela não negará um pedido do senhor padre, pois Ela o ama muito, peça a Ela, por favor, que interceda ao filho Jesus, tal qual nas bodas de Caná". Ela também fez a promessa de levar os sapatinhos de Bruno à casa de Pe. Donizetti, em Tambaú, “para que dê o testemunho do seu poder junto à Nossa Senhora e Jesus".
No dia seguinte, colocou novamente o menino de pé sobre a mesa e ele conseguiu apoiar os pés por completo na mesa, ainda que suas pernas continuavam arqueadas. No dia da consulta com o ortopedista, ela levou o raio-X e o laudo e, após examinar os pés de Bruno, o médico afirmou que Deus havia curado a criança, que não tinha "nada nos pés".
Em 2010, visitou Tambaú e cumpriu sua promessa de levar os sapatinhos de Bruno, os quais deixou juntamente com o laudo sobre a cama de Padre Donizetti.
| “ | Hoje meu filho Bruno encontra-se em perfeito estado de saúde, suas pernas desentortaram e seus pés são normais sem nunca ter se submetido a nenhum tratamento e nenhuma cirurgia. Não existe nenhuma sequela nele que indique que algum dia teve pé torto congênito. | ” |
|   | — Margarete Rosilene Arruda de Oliveira, mãe de Bruno Henrique Arruda de Oliveira. |   |

O bispo de São João da Boa Vista, Dom Antônio Emídio Vilar, afirmou que o caso passou pelo crivo da "consulta médica, que aprovou por unanimidade de votos a cura, que, por sua vez, atendeu aos requisitos legais da praxe canônica, eis que ocorreu de forma instantânea, completa, duradoura e inexplicável à luz da medicina, do Congresso especial de teólogos e, por fim, da Congregação dos Padres Cardeais e Bispos que reconheceram a intercessão atribuída ao Venerável Padre Donizetti Tavares de Lima", informou em comunicado. O menino agraciado com o milagre e sua família estiveram presentes na cerimônia de anúncio do milagre e do decreto de beatificação.
A beatificação do Padre Donizetti ocorreu em Tambaú, no dia 23 de novembro de 2019, e foi presidida pelo prefeito da Congregação da Causa dos Santos e representante do Papa, Angelo Becciu. A celebração foi feita sob uma estrutura construída para esse fim, em forma de cruz, com 75 metros de comprimento por 15 de largura, e recebeu cerca de 25 bispos, 300 padres e um público de 20 mil pessoas. O menino que foi agraciado com o milagre do padre, Bruno Henrique Arruda de Oliveira, de 13 anos, que teve o pé torto congênito curado pelo padre, participou da cerimônia e entrou com um relicário contendo um pedaço de osso da mão do Beato. Também foi inaugurada a imagem oficial do Padre e uma capela dedicada a ele no Santuário de Nossa Senhora Aparecida de Tambaú: no local há um esquife com uma imagem de cera de Donizetti em tamanho real, para a peregrinação dos fiéis.

## Devoção

### Marcha da Fé
Desde o ano de 1976, a cidade de Tambaú, faz uma marcha saindo do Santuário (sonho do Pe. Donizetti) e indo até o cemitério, essa é a chamada Marcha da Fé. A caminhada é realizada no domingo mais próximo à data de falecimento do Padre, com canções católicas enquanto os fiéis acompanham o andor com as imagens do Padre Donizetti e de Nossa Senhora Aparecida. O evento é iniciado com a celebração da Missa, às 04h da manhã. É também reproduzido anualmente o áudio com a bênção do Padre Donizetti, e após, o encerramento tradicional com a chuva de rosas.

### Museu
A Casa Museu do Padre Donizetti era a antiga casa paroquial em que ele viveu por 35 anos. No local, que é aberto à visitação, os aposentos são simples, e há muitos objetos de uso do padre, como sua cama, batinas, casulas e a poltrona em que ele faleceu. Há também pedidos e pertences em agradecimento às graças alcançadas pela intercessão do sacerdote, como fotos, garrafas de bebidas alcoólicas, maços de cigarros, capacetes motociclísticos, próteses e bengalas depositadas por pessoas que se dizem curadas. As correntes do milagre relacionado à moça louca também estão lá. No final fica a loja oficial do Santuário, onde os fiéis podem comprar artigos religiosos.